# Speedski-Weltcup 2021
Der Speedski-Weltcup 2021 begann am 11. März 2021 und endete zwei Tage später in Idre (Schweden). Die Saison sollte ursprünglich durch die Speedski-Weltmeisterschaft unterbrochen werden, jedoch wurde die WM aufgrund der COVID-19-Pandemie auf 2022 verschoben.
Parallel zum Weltcup mit der Klasse S1 wurden auch wieder FIS-Rennen für alle Speedski-Klassen, von S1, S2 (ehemals SDH (Speed Downhill)) und S2 Junior, an den gleichen Orten ausgetragen. 
Die Schwedin Britta Backlund konnte ihren Titel aus dem Vorjahr verteidigen, wohingegen Simone Origone aus Italien seinen an Simon Billy (Frankreich) weiterreichen musste.

## Weltcupwertung
| Rang | Athlet               | Punkte |
| ---- | -------------------- | ------ |
| 1    | Simon Billy          | 300    |
| 2    | Simone Origone       | 220    |
| 3    | Manuel Kramer        | 200    |
| 4    | Tawny Wagstaff       | 140    |
| 5    | Philippe May         | 132    |
| 6    | Michal Bekes         | 103    |
| 7    | Ugo Portal           | 94     |
| 8    | Radim Palan          | 80     |
| 9    | Jonathan Andersson   | 76     |
| 9    | Klaus Schrottshammer | 76     |

| Rang | Athletin          | Punkte |
| ---- | ----------------- | ------ |
| 1    | Britta Backlund   | 280    |
| 2    | Valentina Greggio | 230    |
| 3    | Lisa Hovland-Udén | 175    |
| 4    | Hanna Matslofva   | 170    |
| 5    | Célia Martinez    | 150    |
| 6    | Eira Dougherty    | 120    |
| 7    | Martina Foldynova | 108    |

## Podestplatzierungen Herren
| Datum      | Ort                           | 1. Platz                                 | 2. Platz                                 | 3. Platz                                 |
| ---------- | ----------------------------- | ---------------------------------------- | ---------------------------------------- | ---------------------------------------- |
| 22.01.2021 | Gavarnie-Gèdre (FRA)          | Aufgrund der COVID-19-Pandemie abgesagt. | Aufgrund der COVID-19-Pandemie abgesagt. | Aufgrund der COVID-19-Pandemie abgesagt. |
| 23.01.2021 | Gavarnie-Gèdre (FRA)          | Aufgrund der COVID-19-Pandemie abgesagt. | Aufgrund der COVID-19-Pandemie abgesagt. | Aufgrund der COVID-19-Pandemie abgesagt. |
| 24.01.2021 | Gavarnie-Gèdre (FRA)          | Aufgrund der COVID-19-Pandemie abgesagt. | Aufgrund der COVID-19-Pandemie abgesagt. | Aufgrund der COVID-19-Pandemie abgesagt. |
| 03.03.2021 | Grandvalira / Grau Roig (AND) | Aufgrund der COVID-19-Pandemie abgesagt. | Aufgrund der COVID-19-Pandemie abgesagt. | Aufgrund der COVID-19-Pandemie abgesagt. |
| 04.03.2021 | Grandvalira / Grau Roig (AND) | Aufgrund der COVID-19-Pandemie abgesagt. | Aufgrund der COVID-19-Pandemie abgesagt. | Aufgrund der COVID-19-Pandemie abgesagt. |
| 11.03.2021 | Idre (SWE)                    | Simon Billy                              | Manuel Kramer                            | Simone Origone                           |
| 12.03.2021 | Idre (SWE)                    | Simon Billy                              | Simone Origone                           | Manuel Kramer                            |
| 13.03.2021 | Idre (SWE)                    | Simon Billy                              | Simone Origone                           | Manuel Kramer                            |
| 23.03.2021 | Vars (FRA)                    | Aufgrund der COVID-19-Pandemie abgesagt. | Aufgrund der COVID-19-Pandemie abgesagt. | Aufgrund der COVID-19-Pandemie abgesagt. |
| 24.03.2021 | Vars (FRA)                    | Aufgrund der COVID-19-Pandemie abgesagt. | Aufgrund der COVID-19-Pandemie abgesagt. | Aufgrund der COVID-19-Pandemie abgesagt. |

## Podestplatzierungen Damen
| Datum      | Ort                           | 1. Platz                                 | 2. Platz                                 | 3. Platz                                 |
| ---------- | ----------------------------- | ---------------------------------------- | ---------------------------------------- | ---------------------------------------- |
| 22.01.2021 | Gavarnie-Gèdre (FRA)          | Aufgrund der COVID-19-Pandemie abgesagt. | Aufgrund der COVID-19-Pandemie abgesagt. | Aufgrund der COVID-19-Pandemie abgesagt. |
| 23.01.2021 | Gavarnie-Gèdre (FRA)          | Aufgrund der COVID-19-Pandemie abgesagt. | Aufgrund der COVID-19-Pandemie abgesagt. | Aufgrund der COVID-19-Pandemie abgesagt. |
| 24.01.2021 | Gavarnie-Gèdre (FRA)          | Aufgrund der COVID-19-Pandemie abgesagt. | Aufgrund der COVID-19-Pandemie abgesagt. | Aufgrund der COVID-19-Pandemie abgesagt. |
| 03.03.2021 | Grandvalira / Grau Roig (AND) | Aufgrund der COVID-19-Pandemie abgesagt. | Aufgrund der COVID-19-Pandemie abgesagt. | Aufgrund der COVID-19-Pandemie abgesagt. |
| 04.03.2021 | Grandvalira / Grau Roig (AND) | Aufgrund der COVID-19-Pandemie abgesagt. | Aufgrund der COVID-19-Pandemie abgesagt. | Aufgrund der COVID-19-Pandemie abgesagt. |
| 11.03.2021 | Idre (SWE)                    | Britta Backlund                          | Lisa Hovland-Udén                        | Hanna Matslofva                          |
| 12.03.2021 | Idre (SWE)                    | Valentina Greggio                        | Britta Backlund                          | Célia Martinez                           |
| 13.03.2021 | Idre (SWE)                    | Britta Backlund                          | Valentina Greggio                        | Hanna Matslofva                          |
| 23.03.2021 | Vars (FRA)                    | Aufgrund der COVID-19-Pandemie abgesagt. | Aufgrund der COVID-19-Pandemie abgesagt. | Aufgrund der COVID-19-Pandemie abgesagt. |
| 24.03.2021 | Vars (FRA)                    | Aufgrund der COVID-19-Pandemie abgesagt. | Aufgrund der COVID-19-Pandemie abgesagt. | Aufgrund der COVID-19-Pandemie abgesagt. |